# Icarus (film 2010)
Icarus è un film del 2010 diretto da Dolph Lundgren.
Pellicola canadese-statunitense con protagonista lo stesso regista Dolph Lundgren.

## Trama
Vancouver. Edward Genn lavora per una società di investimento immobiliare. È divorziato ed ha una figlia, Taylor. Nessuno sa che però Edward possiede un lato oscuro: si fa infatti chiamare Icarus, ed è un abile sicario su commissione. Aveva infatti lavorato per anni in America, come agente dormiente del KGB. Quando però l'egemonia russa venne meno, Icarus si ritrovò in un paese straniero senza nessuno di cui potersi fidare. Quando durante un incarico a Hong Kong la vera identità di Icarus viene compromessa, da assassino diventa egli stesso preda, e per annientarlo i suoi nemici sono disposti anche a coinvolgere la ex moglie e la figlia. Icarus quindi è costretto a lottare contro un nemico sconosciuto che lo vuole morto. Ha bisogno di scoprire al più presto chi sono i mandanti e proteggere la sua famiglia, prima che sia troppo tardi.